# 평화 삼천리
평화 삼천리는 조선민주주의인민공화국의 평화자동차가 운영하는 승리자동차련합기업소에서 제작한 승합차이다. 진베이 하이스의 라이선스를 받아서 제작한 것이다.